# Wilhelm Haenlein
Wilhelm Haenlein (* 14. Juli 1876 in Heppenheim (Bergstraße); † 6. August 1949 in München) war ein deutscher Weingutbesitzer und Mitglied des Provinziallandtages der Provinz Hessen-Nassau.

## Leben
Wilhelm Haenlein wurde als Sohn des Weinhändlers Franz Haenlein (1841–1919) und dessen Ehefrau Anna Maria Höhn (1848–1918) geboren und absolvierte nach dem Erwerb der Mittleren Reife an der Realschule in Rastatt eine Ausbildung zum Weinkaufmann, die ihn nach Bad Dürkheim, Posen, Köln und in die USA führte.
1902 ließ er sich in Hochheim am Main nieder und baute ein Weingut auf.
Er engagierte sich politisch, trat in den  Volksverein für das katholische Deutschland ein und erhielt 1920 ein Mandat für den Nassauischen Kommunallandtag des preußischen Regierungsbezirks Wiesbaden bzw. für den Provinziallandtag der Provinz Hessen-Nassau, wo er als Mitglied der Christlichen Volkspartei (ab 1921 Zentrumspartei) dem  Geschäftsordnungs-, Bau- und Finanzausschuss angehörte. 
Sein Engagement galt dem Ausbau der Krankenanstalten Eichberg und Hadamar. Als Vertreter der Interessen der Rheingauer Winzer lag ihm die Förderung der Weinbauschule Geisenheim am Herzen. Er setzte sich stark für die  Sanierung des Klosters Eberbach ein.
Von Januar 1923 bis Januar 1930 war er stellvertretendes Mitglied des Preußischen Staatsrats.
Wegen seiner „linkskatholischen“ Haltung wurde er nach der Machtergreifung durch die Nationalsozialisten bedroht und verfolgt, in dessen Folge er nach München verzog und eine Weinhandlung gründete.